# Podhalanie
Podhalanie (Górale podhalańscy) – góralska grupa etnograficzna ludności polskiej zamieszkująca obszar najbliższych okolic Tatr, sięgający terenów na północ od Nowego Targu. Region etnograficzny zamieszkiwany przez tę grupę zwany jest Podhalem. Ludność posługuje się gwarą podhalańską.

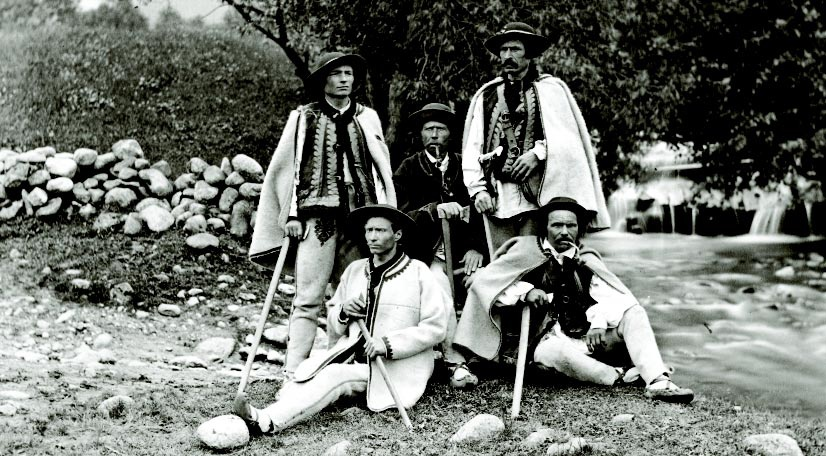
Grupa przewodników tatrzańskich, 1877

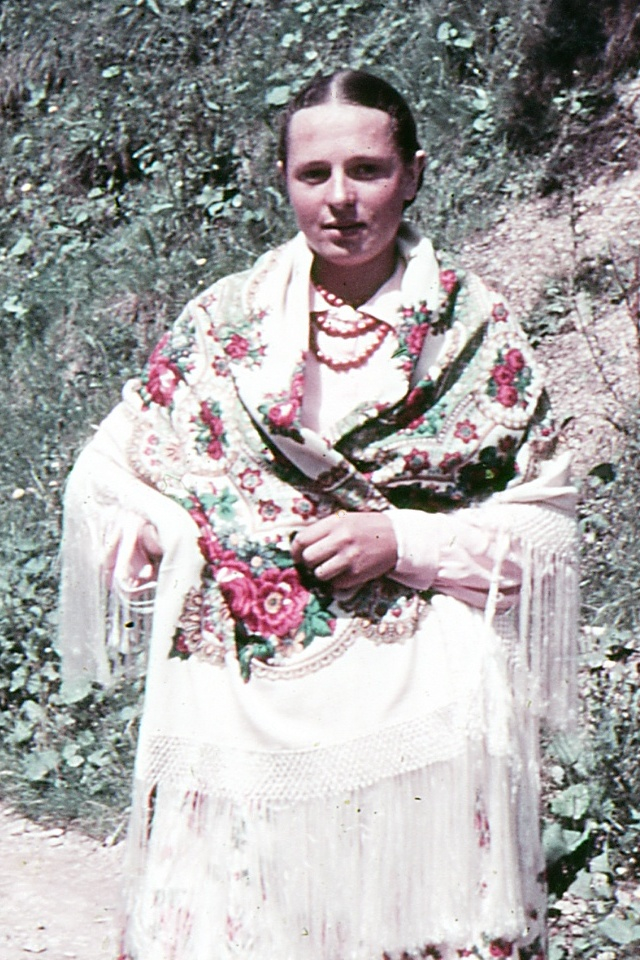
Podhalanka w odświętnym stroju, 1938

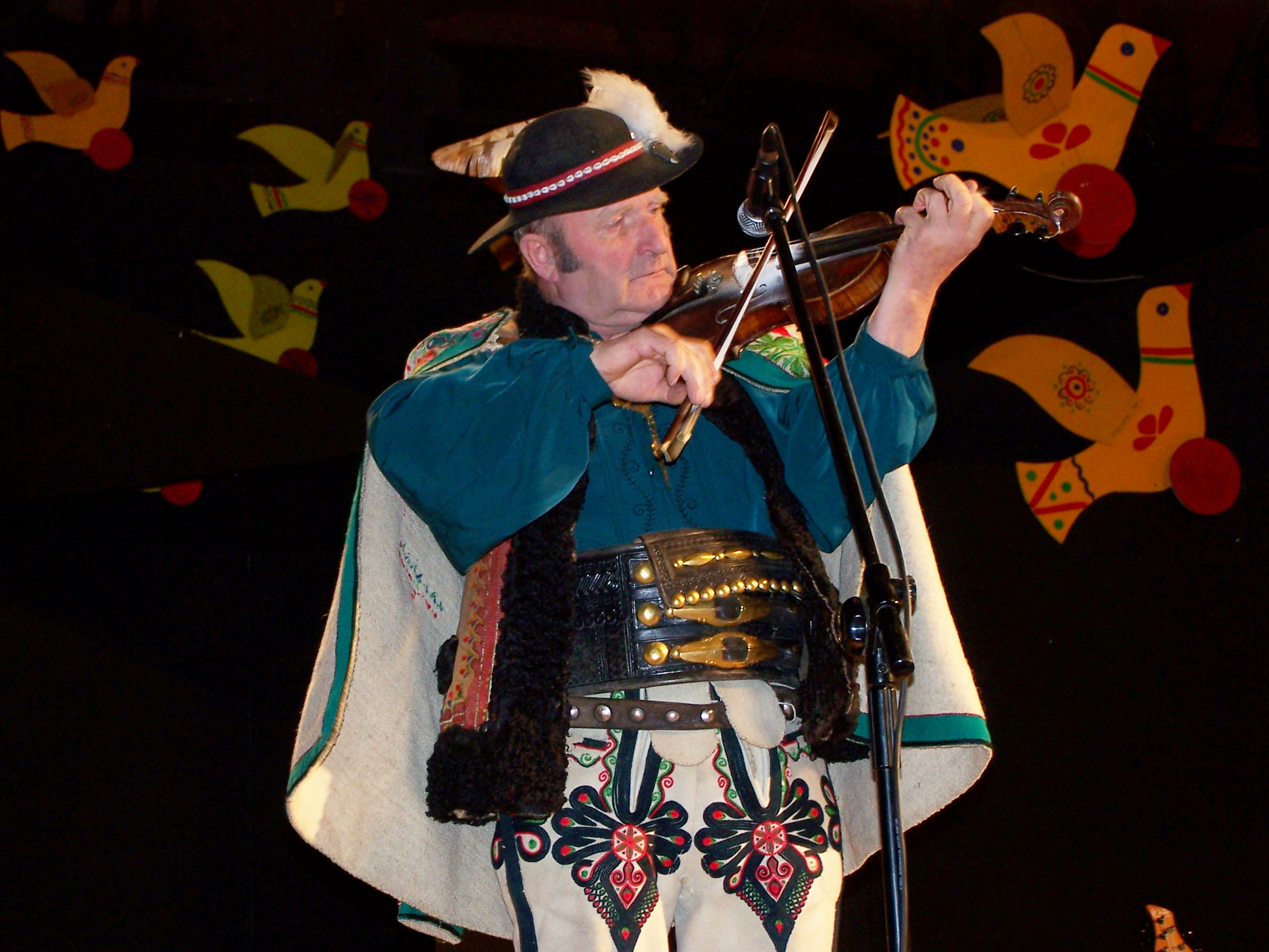
Podhalanin Władysław Trebunia-Tutka grający na skrzypcach

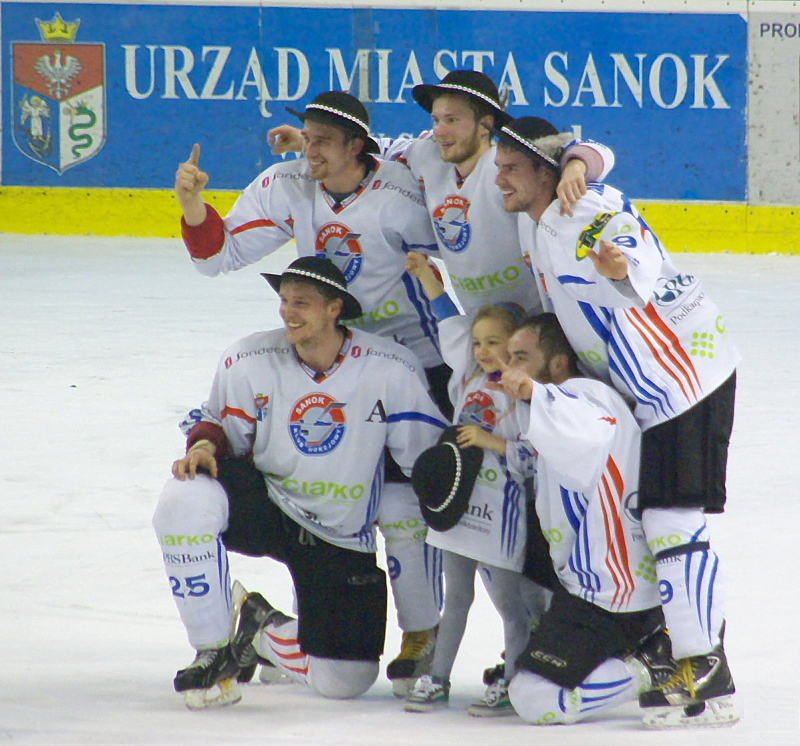
Hokeiści–wychowankowie Podhala Nowy Targ w tradycyjnych góralskich kapeluszach

## Obszary etnograficzne
Podhalanie zamieszkują obszar między Tatrami na południu, dorzeczem górnej Skawy i górnej Raby na północy, od Orawy na zachodzie po Spisz na wschodzie, razem z większą częścią Gorców wraz z rzeką Ochotnicą. Na wschodzie zamieszkują również tereny, położone między Sądecczyzną a obszarem zamieszkania przez górali pienińskich.
Największym miastem Podhalan jest Nowy Targ, a drugim co do liczby mieszkańców Zakopane.

## Etnogeneza
Jan Stanisław Bystroń pisząc na temat etnogenezy grup góralskich dowodził, że ludność ta pochodzi z Małopolski, skąd stosunkowo późno zaczęła osiedlać się na Podhalu. Grupę tę kształtowały odmienne warunki bytu gospodarczego, większa swoboda i niezależność od wpływów ogólnopolskich niż na nizinach. Ponadto na Podhalan wpływała kultura wysokogórskich pasterzy nadchodząca ze wschodu poprzez ziemie ruskie z Rumunii, a także aktywne kontakty z ludnością góralską na północnym stoku Karpat. Te zróżnicowane wpływy doprowadziły do ukształtowania własnej bogatej kultury góralskiej.
Wcześniej Józef Szujski pod koniec XIX wieku na podstawie cech gwary podhalańskiej, a także dokumentów potwierdzających akcje kolonizacyjne Niemców w XIII i XIV wieku na nowotarskiej królewszczyźnie twierdził, że Podhalanie powstawali w wyniku mieszania się ludności niemieckiej ze słowiańską.

## Kultura
Jan Stanisław Bystroń utrzymywał, że Podhalanie są grupą najoryginalniejszą, najbardziej charakterystyczną i zarazem wykazującą najwięcej obcych wpływów. Ich gwara ze względu na popularność często jest mylnie tożsamiona z gwarą góralską. Również grupa ta często może być określana: Góralami lub prawdziwymi góralami.

### Pożywienie
Do podstawowych potraw kuchni podhalańskiej zaliczyć należy to wszystko, co ubogie góralskie gospodarstwo wyprodukowało, a nie przetworzyło w celu odsprzedania. Podstawą były gotowane ziemniaki (gwar. grule, rzepa) oraz bryjka lub jej gęstsza postać zwana kluską. Inne produkty używane na co dzień w kuchni podhalańskiej to mąka jarcana, czyli jęczmienna, owsiana lub kukurydziana. Ta ostatnia zadomowiła się w czasach austro-węgierskich, kiedy to górale, za zarobkiem, udawali się aż pod Peszt i tam część zapłaty otrzymywali w postaci mąki kukurydzianej. Z nabiału stosowano głównie serwatkę, maślankę oraz żętycę. Jako omasty używano topionej słoniny, skwarków, czasami oleju lnianego. Mleko słodkie i kwaśne jedynie odświętnie, gdyż gospodarstwo góralskie produkty takie jak ser biały, masło, oscypki, jaja starało się zbyć i były to produkty spożywane sporadycznie.
Warzywa – głównie kapusta – uprawiane były przede wszystkim w Kotlinie Nowotarskiej oraz Spiszu i Orawie, gdzie panują nieco łagodniejsze warunki klimatyczne. Kapustę kiszono (gwar. kiscenie, krązanie) w całych główkach przekładanych liśćmi w beczkach (gwar. sudek). Natomiast w Zakopanem, Bukowinie Tatrzańskiej i innych wyżej położonych miejscowościach już sama uprawa ziemniaków była niezmiernie trudna, o czym wspomina ksiądz Józef Stolarczyk w swoich pamiętnikach, jak to na przełomie września i października wykopki odbywały się spod śniegu, a plon był tak słaby, że na jeden posadzony ziemniak wykopywało się dwa.
Chleba w domach na Skalnym Podhalu nie wypiekano. Kupowano go w targowy dzień w Nowym Targu. Według świadectwa Agnieszki Prymuli, prowadzącej w okresie międzywojennym pensjonat w Bukowinie Tatrzańskiej, codziennie dla całej wsi z piekarni w Poroninie dostarczano 15 bochenków chleba i 80 bułek – głównie dla pensjonatów. Pieczywo zastępowano w okresie międzywojennym moskolami – plackami pieczonymi na blasze aż do lat 60. ubiegłego stulecia. Największym przysmakiem jest kwaśnica.

### Język
Podhalanie posługują się gwarą podhalańską. Została ona spopularyzowana na przełomie XIX i XX wieku przez Kazimierza Przerwę-Tetmajera, który wydał cykl opowiadań pt. „Na skalnym Podhalu”. Dzieli ona wiele cech wspólnych z innymi gwarami południowej Małopolski, np. z gwarą żywiecką czy sądecką.

### Strój
Mieszkańcy Podhala noszą charakterystyczny strój.